# Vlkov pod Oškobrhem
Vlkov pod Oškobrhem é uma comuna checa localizada na região da Boêmia Central, distrito de Nymburk.